# 創造神
創造神（）とは、創造神話、あるいは宗教の教義で、その意志もしくは働きにより世界または宇宙、あるいは生命や人間を創造したとされる神、あるいはその創造を神格化した想像上の概念。創世神（）、造化の神（）などともいう。特に一神教では創造主（）、造物主（）ともいう。

## 概要
唯一神教では唯一の「神」とは創造神であり、無から有を生み出した者と捉えられることも多い。
多神教には創造神を考えるもの、人格的創造神を考えないもの（世界は神の意志や働きによらず"自然に"できたとする）、世界が完成される過程で働いた（有から有を、あるいは無秩序から秩序を生み出した）創造神を考えるもの、生命あるいは人間を創造した神を考えるもの、また男女一対の神がその他の神や万物の「親」となったとするものなど、様々な考えがある。
単一神教では創造神を他の神と異なる超越的な神とする場合が多い。

## 一神教
比較宗教学によればアブラハムの宗教（ユダヤ教、キリスト教、イスラム教）では基本的に、神すなわち創造主が初めに存在し、世界は神の働きで無から造られたとされる。さらに生命も人間も、他の物から生じたのではなく神の働きで造られたとされる（旧約聖書創世記に描かれた天地創造）。キリスト教では、神は言葉（ロゴス）により万物を創成し、「神の言葉」であるイエス・キリストも初めに存在した者とされる（ヨハネの福音書など）。

## インド
古いヴェーダ神話ではヴィシュヴァカルマンが創造主とされたが、後にこれは工匠神とされ、代わって宇宙の根本原理ブラフマンを神格化したブラフマーが創造神とされ、維持神ヴィシュヌ、破壊神シヴァとともに最高神とされた。時代が下るとヴィシュヌとシヴァが重視されブラフマーは地位が下がった。

## 神道
『古事記』『日本書紀』（記紀）においては、天地開闢の初めに現れた天御中主神などの独神が造化三神と呼ばれ創造神とされたり、国之常立神を根源神としたりするが、具体的に何を行ったかは明記がなく、それらに続いて男女一対で現れ国生み・神生みを行ったイザナギ・イザナミが、神道においては事実上の創造神とされている。また、造化三神のうち高皇産霊尊は、創造とは直接関係ないものの、日本書紀で国譲りや天孫降臨の記述で登場する。

## ギリシア思想
プラトンは造物主をデミウルゴス（世界を作る職人の意）と呼び、この段階では善悪は未分化だったとした。この考えはグノーシス主義にも受け継がれた。

## 一元論
一元論は、全ての事物が単一の存在に由来するという思想で、特にギリシア哲学におけるそれがよく知られ、汎神論とも親和性が高い。これらの思想は一神教の中にも見られるが、一方で宇宙自体が神の現れであり「創造」には意味がないとする思想にもつながる（例えばヴェーダーンタ思想）。

## グノーシス主義
グノーシス主義では、旧約聖書の創造神ヤハウェは悪魔であるとされた。

## その他の創造神の例
- 盤古
- プタハ
- フラカン
- マケマケ
- 女渦